# David Vanacore
David Vanacore est un compositeur de musique de séries télévisées.

## Filmographie
- 2000 : Survivor - Season One: The Greatest and Most Outrageous Moments (vidéo)
- 2000 : Survivor (série télévisée)
- 2001 : Survivor - Season Two: The Greatest and Most Outrageous Moments (vidéo)
- 2001 : Chasing the Sun (TV)
- 2001 : Temptation Island (série télévisée)
- 2002 : Woodrow Wilson and the Birth of the American Century (TV)
- 2003 : Mr. Personality (série télévisée)
- 2003 : The Restaurant (série télévisée)
- 2004 : The Apprentice (série télévisée)
- 2004 : My Big Fat Obnoxious Fiance (série télévisée)
- 2004 : Miljonääri-Jussi (série télévisée)
- 2004 : Forever Eden (série télévisée)
- 2004 : The Casino (série télévisée)
- 2004 : For Love or Money 3 (série télévisée)
- 2004 : Kevin and Drew Unleashed (série télévisée)
- 2004 : Nanny 911 (série télévisée)
- 2004 : Southern Steel (série télévisée)
- 2005 : Mon incroyable fiancé (feuilleton TV)
- 2005 : The Apprentice: Martha Stewart (série télévisée)
- 2006 : Lost Weekend: Las Vegas (TV)
- 2006 : Lost Weekend: Costa Rica (TV)